# اسپلونگ (میسیسیپی)
اسپلونگ (به انگلیسی: Splunge) یک منطقهٔ مسکونی در ایالات متحده آمریکا است که در میسیسیپی واقع شده‌است.